# Гиффин, Мерритт
Мерритт Хэйуорд Гиффин (англ. Merritt Hayward Giffin; 20 августа 1887 — 11 июля 1911, Джольет, Иллинойс) — американский легкоатлет, серебряный призёр летних Олимпийских игр 1908 года.
На Играх 1908 года в Лондоне Гиффин соревновался только в метании диска. С результатом 40,70 м он занял второе место.